# Simon Mack
Simon Mack (* 1992 in Schrobenhausen) ist ein deutscher Musiktheoretiker, Jazzpianist, Arrangeur und Komponist. Er ist Mitglied der Improvisionstheatergruppe Fastfood Theater.

## Biographie
Mack studierte Schulmusik, Gehörbildung, Musiktheorie und Jazzpiano an der Hochschule für Musik und Theater München (HMTM). Nach einem Lehrauftrag an der Universität Augsburg sowie einer Anstellung als wissenschaftlicher Mitarbeiter an der Universität Osnabrück unterrichtete er die Fächer Musiktheorie und Gehörbildung als Senior Lecturer am Mozarteum Salzburg (Department Innsbruck) sowie schulpraktisches Klavierspiel an der HMTM.
Zum 15. März 2025 wurde er zum Professor für Musiktheorie und Gehörbildung an der Hochschule für Musik und Theater München berufen.

## Ballermann-Projekt
Für einen Bunten Abend während seines Studiums arrangierte Mack zunächst den Schlager Saufen morgens, mittags, abends von Ingo ohne Flamingo als barocke Arie nach Bach. Faszinierend war für ihn dabei „die Kombination aus Stumpfsinn, Witz und Selbstreflexion“ der Ballermann-Hits. Ein YouTube-Video mit Macks Bearbeitung, in dem der Tenor Magnus Dietrich von Anna Gebhardt am Klavier begleitet wird, ging Anfang 2022 viral.
Im Rahmen des daraus entstandenen Ballermann-Projekts vertonte Mack weitere Partyschlager im Stil klassischer Musik, so etwa den Song Geh mal Bier hol'n von Mickie Krause nach der Art eines hochromantischen Kunstliedes., Hulapalu von Andreas Gabalier als Schubertlied und Zehn nackte Friseusen von Mickie Krause als Zwölftonlied. Mack setzt sich auch mit den teils misogynen Texten der Lieder auseinander. Aus diesem Grund entschied er sich dazu, seine Version von Geh mal Bier hol'n bewusst für eine Frauenstimme zu komponieren. Mack übernimmt die Texte der Partyschlager nicht immer wörtlich, sondern wählt sie so aus, dass sie für ihn „am ehesten zu einer bestimmten Stillage passen“.
Aus dem Projekt entstand das Singspiel Exportschlager in Zusammenarbeit mit dem Staatstheater Augsburg, für das Mack die Musik beisteuerte.

## Rezeption
Macks Vertonung von Saufen ist laut der Berliner Zeitung eine „seelenkundige Elegie der Weltflucht, Einsamkeit und systematischen Selbstzerstörung“. Laut dem Südwestrundfunk hat Mack „den ersten Schritt getan, um dem zu Unrecht geschmähten Genre [des Partyschlagers] zu neuer Anerkennung zu verhelfen“.

## Preise und Auszeichnungen
2016 erhielt Mack den Jazzförderpreis der Stadt Ingolstadt. Als Komponist wurde er 2024 mit dem Maria-Ladenburger-Förderpreis bedacht, der in Kooperation mit der Stiftung Cusanuswerk und der Deutschen Bischofskonferenz sowie dem WDR verliehen wird.

## Werke

### Singles
- 2022: "Saufen" als barocke Arie
- 2022: "Zehn nackte Friseusen" im Schönbergstil
- 2023: "Geh mal Bier holen" als romantisches Kunstlied
- 2023: "Hulapalu" als romantisches Kunstlied
- 2023: "Ich schwanke noch" im impressionistischen Stil
- 2023: "Ich bin ein Döner" als Oper(ette)narie
- 2024: "Joana" als Kunstlied im schwülstig-neudeutschen Stil
- 2024: "Ein Stern (der deinen Namen trägt)" als Kunstlied im Stil von Olivier Messiaen

### Singspiel
- 2025: Exportschlager